# روزا توري غونزاليس
روزا توري غونزاليس (بالإسبانية: Rosa Torre González)‏ هي أستاذة مدرسة مكسيكية، ولدت في 30 أغسطس 1890 في ماردة في المكسيك، وتوفيت في 13 فبراير 1973 في مدينة مكسيكو في المكسيك.